# L'Isle-en-Rigault
Pour les articles homonymes, voir L'Isle et Rigault.
L'Isle-en-Rigault (anciennement Lisle-en-Rigault) est une commune française située dans le département de la Meuse en région Grand Est, à 11 km au sud-ouest de Bar-le-Duc.

## Géographie
Le territoire de la commune est limitrophe de sept communes, dont une commune, Trois-Fontaines-l'Abbaye, se trouve dans le département limitrophe de la Marne. 
|                                  | Robert-Espagne    | Trémont-sur-Saulx |
| Trois-Fontaines-l'Abbaye (Marne) | L'Isle-en-Rigault | Ville-sur-Saulx   |
| Baudonvilliers                   | Sommelonne        | Saudrupt          |

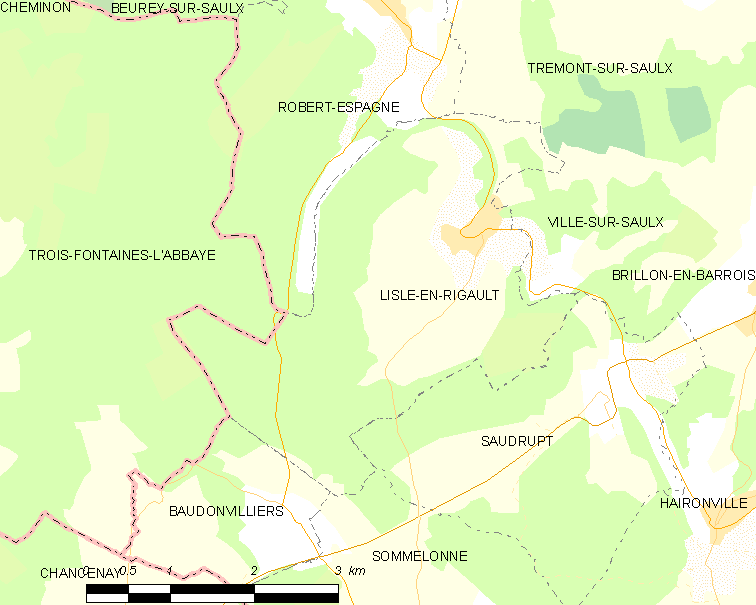
Carte de la commune.
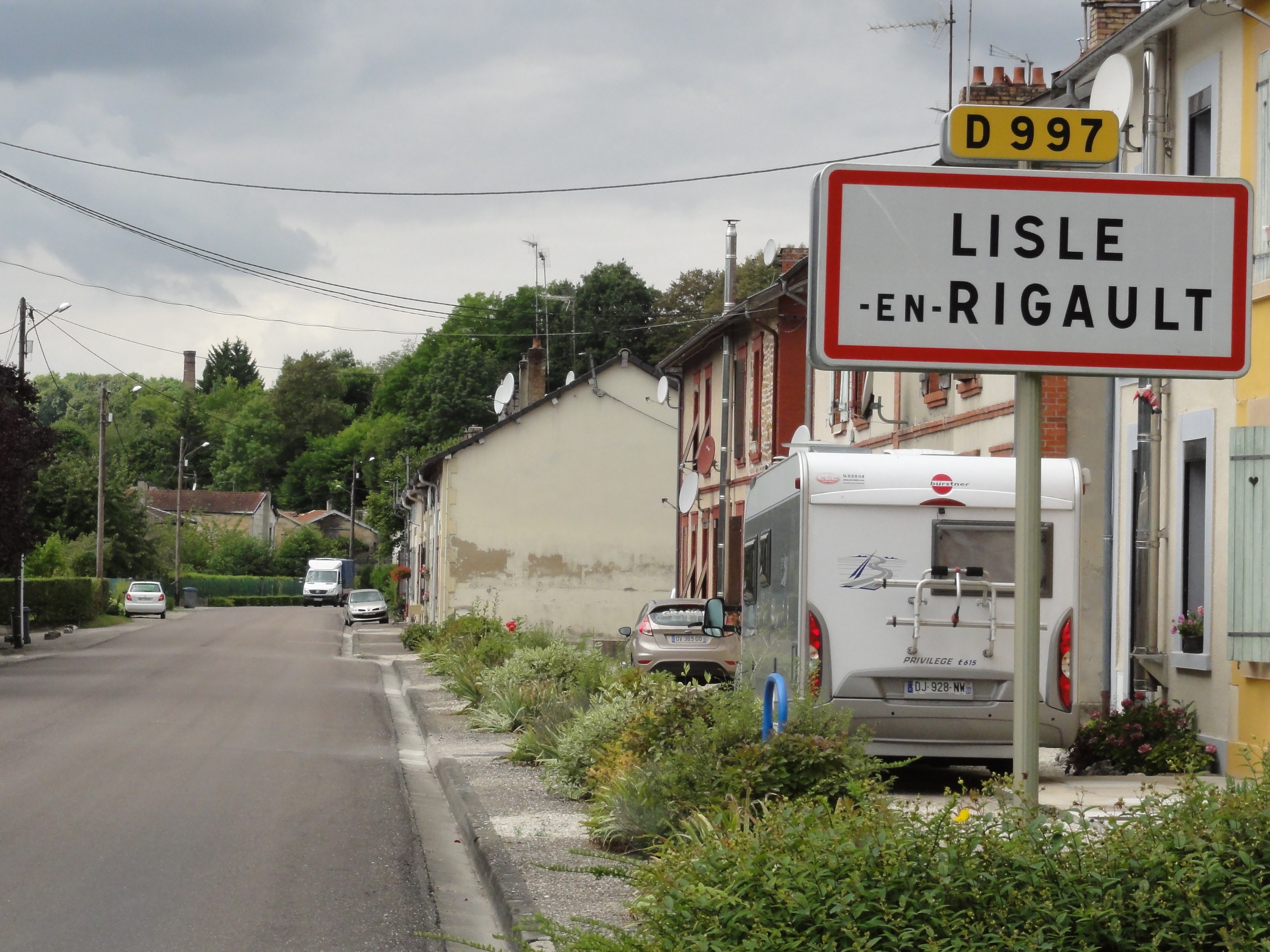
Entrée de l'agglomération.
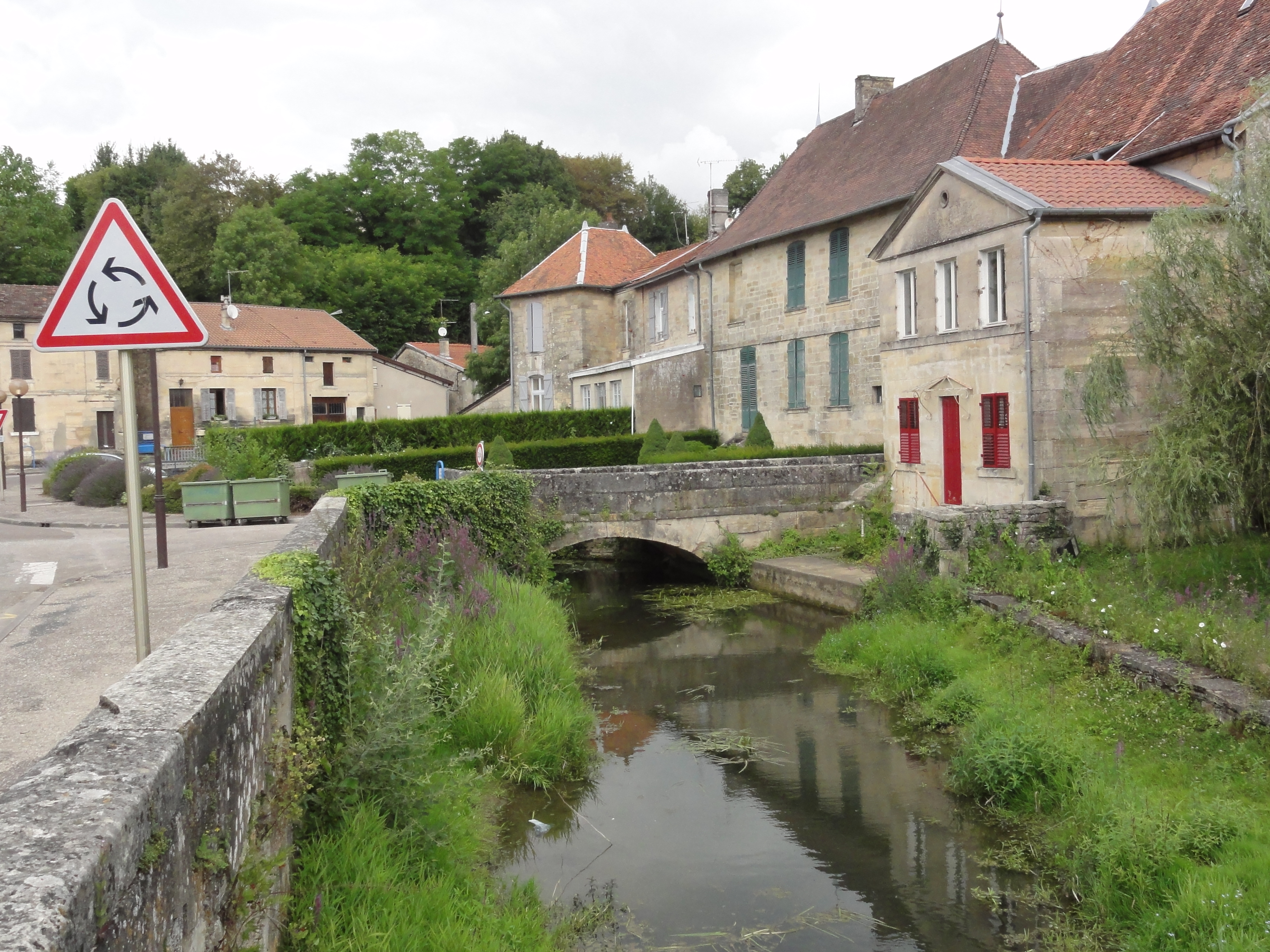
Ruisseau dans le bourg.
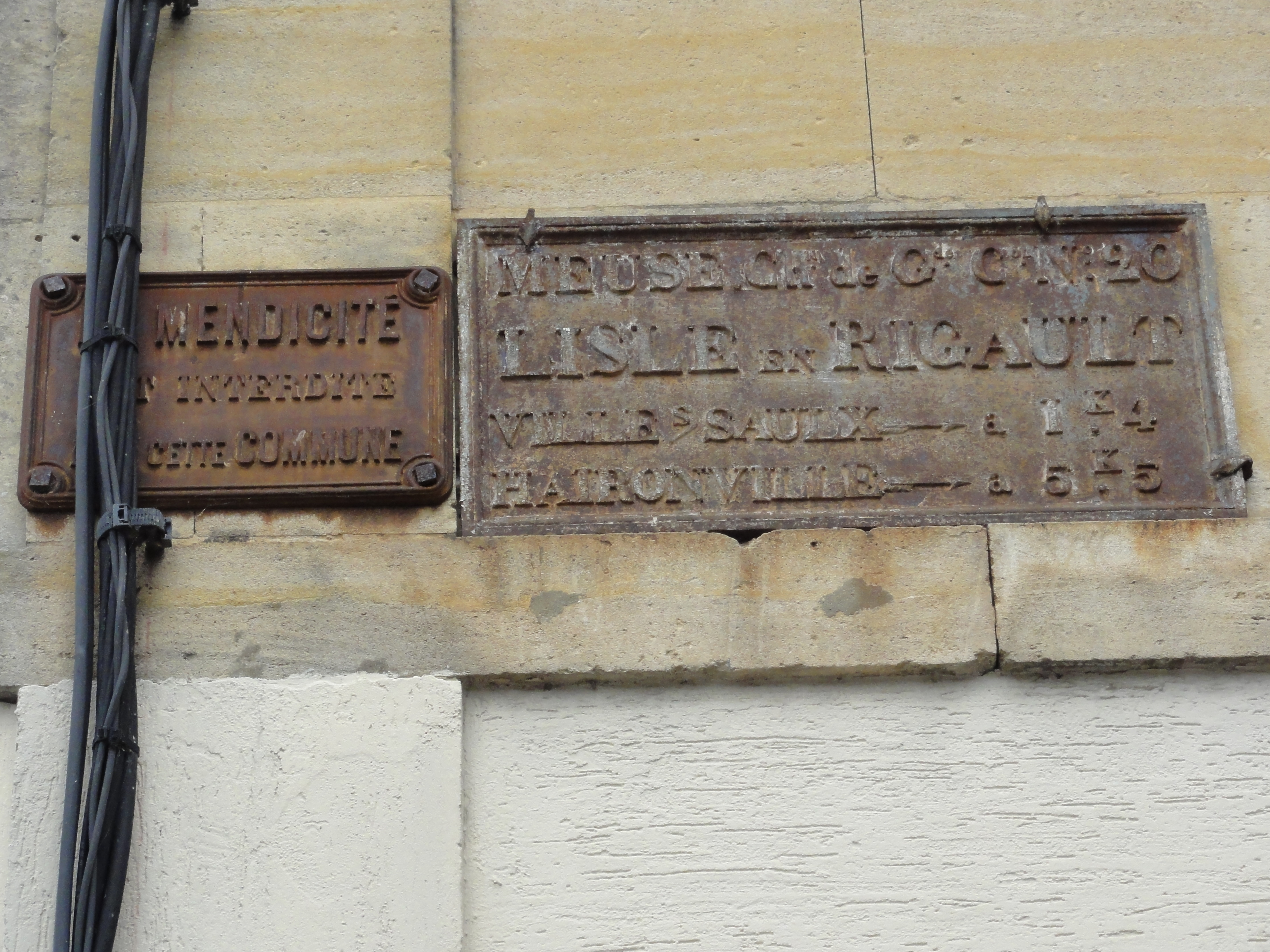
Plaque de cocher.

La localité est arrosée par la Saulx, un affluent de la Marne.

### Hydrographie
La commune est dans la région hydrographique « la Seine de sa source au confluent de l'Oise (exclu) » au sein du bassin Seine-Normandie. Elle est drainée par la Saulx et divers autres petits cours d'eau,.
La Saulx, d'une longueur de 115 km, prend sa source dans la commune de Germay et se jette  dans la Marne à Vitry-le-François, après avoir traversé 39 communes. 

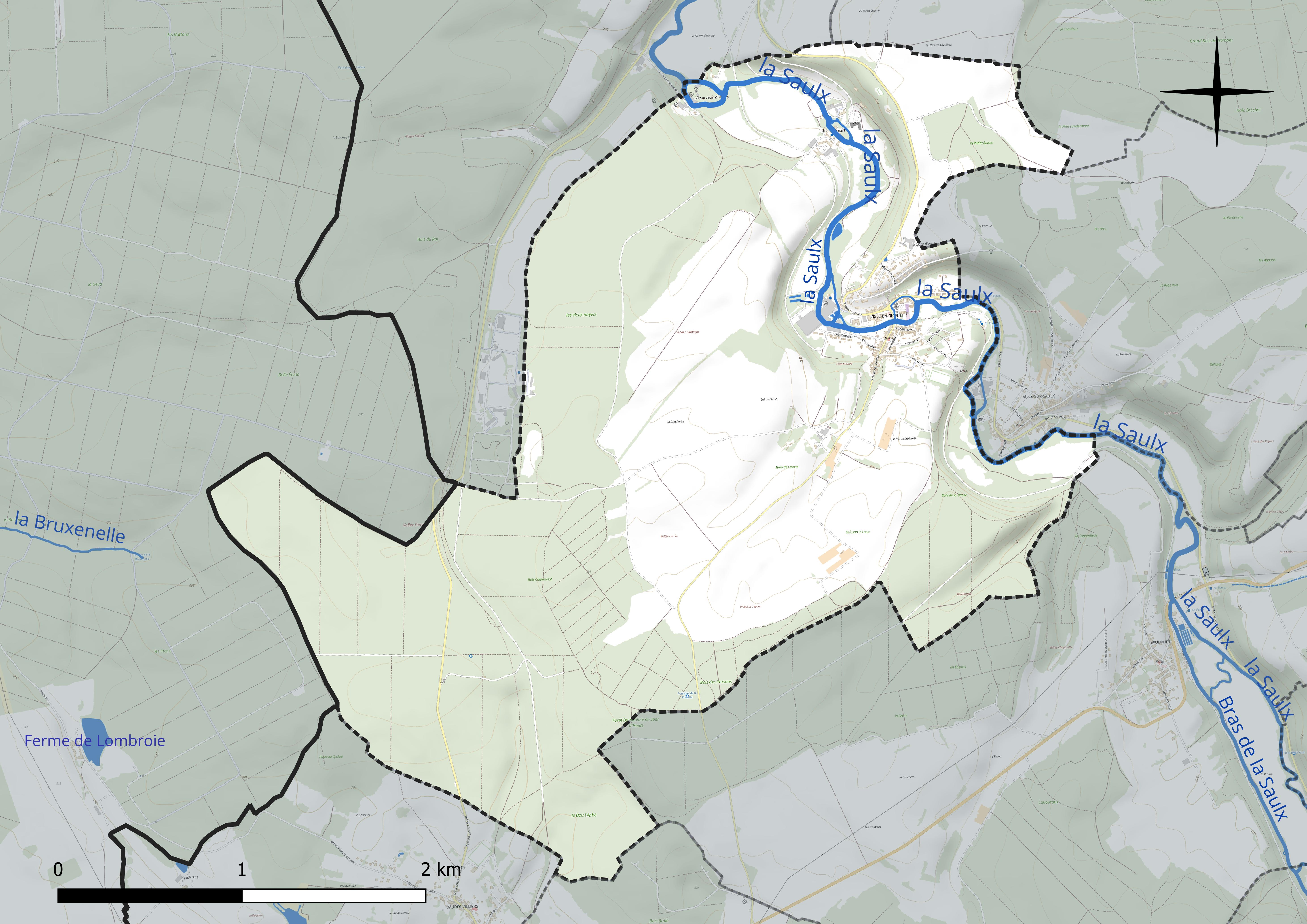
Réseau hydrographique de l'Isle-en-Rigault.

### Climat
Pour des articles plus généraux, voir Climat du Grand Est et Climat de la Meuse.
En 2010, le climat de la commune est de type climat de montagne, selon une étude du Centre national de la recherche scientifique s'appuyant sur une série de données couvrant la période 1971-2000. En 2020, Météo-France publie une typologie des climats de la France métropolitaine dans laquelle la commune est exposée à un climat océanique altéré et est dans la région climatique  Lorraine, plateau de Langres, Morvan, caractérisée par un hiver rude (1,5 °C), des vents modérés et des brouillards fréquents en automne et hiver. 
Pour la période 1971-2000, la température annuelle moyenne est de 10,1 °C, avec une amplitude thermique annuelle de 15,7 °C. Le cumul annuel moyen de précipitations est de 991 mm, avec 13,9 jours de précipitations en janvier et 9,5 jours en juillet. Pour la période 1991-2020, la température moyenne annuelle observée sur la station météorologique de Météo-France la plus proche, « Vassincourt », sur la commune de Vassincourt à 10 km à vol d'oiseau, est de 11,4 °C et le cumul annuel moyen de précipitations est de 871,0 mm. 
La température maximale relevée sur cette station est de 41,7 °C, atteinte le 24 juillet 2019 ; la température minimale est de −17,4 °C, atteinte le 20 décembre 2009,,. 
Les paramètres climatiques de la commune ont été estimés pour le milieu du siècle (2041-2070) selon différents scénarios d'émission de gaz à effet de serre à partir des nouvelles projections climatiques de référence DRIAS-2020. Ils sont consultables sur un site dédié publié par Météo-France en novembre 2022.

## Urbanisme

### Typologie
Au 1er janvier 2024, L'Isle-en-Rigault est catégorisée commune rurale à habitat dispersé, selon la nouvelle grille communale de densité à sept niveaux définie par l'Insee en 2022.
Elle est située hors unité urbaine. Par ailleurs la commune fait partie de l'aire d'attraction de Bar-le-Duc, dont elle est une commune de la couronne,. Cette aire, qui regroupe 86 communes, est catégorisée dans les aires de 50 000 à moins de 200 000 habitants,.

### Occupation des sols
L'occupation des sols de la commune, telle qu'elle ressort de la base de données européenne d’occupation biophysique des sols Corine Land Cover (CLC), est marquée par l'importance des forêts et milieux semi-naturels (56,9 % en 2018), en diminution par rapport à 1990 (57,9 %). La répartition détaillée en 2018 est la suivante : 
forêts (54,9 %), terres arables (31,6 %), zones agricoles hétérogènes (6,7 %), zones urbanisées (3,9 %), milieux à végétation arbustive et/ou herbacée (2 %), prairies (0,9 %). L'évolution de l’occupation des sols de la commune et de ses infrastructures peut être observée sur les différentes représentations cartographiques du territoire : la carte de Cassini (XVIIIe siècle), la carte d'état-major (1820-1866) et les cartes ou photos aériennes de l'IGN pour la période actuelle (1950 à aujourd'hui).

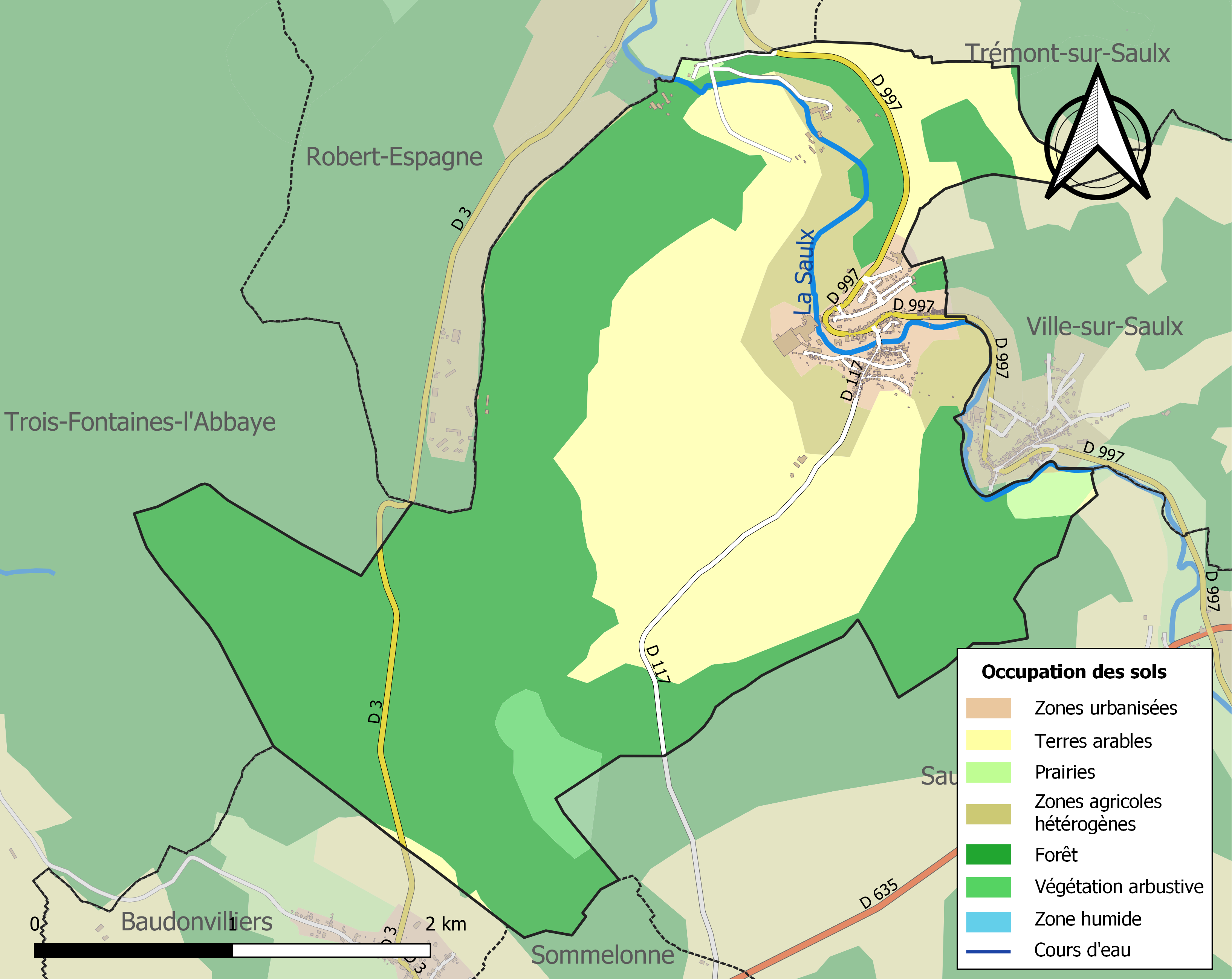
Carte des infrastructures et de l'occupation des sols de la commune en 2018 (CLC).

## Toponymie
Le nom de la localité est attesté sous les formes Juxta Insulam-Rigaut (1163) ; Abbas de Insula (1175) ; Insula-Rigalt (1180) ; Insula (1184) ; L’Isle-en-Rigault (1579) ; L’Isle-Rigaut (1700) ; Insula-in-Rigaltio (1736). La commune nommée Lisle-en-Rigault prend le nom de L'Isle-en-Rigault fin 2017.

L'Isle-en-Rigault est un village bâti sur les rives de la rivière Saulx. Une île formée par la rivière et l'un des ses bras a certainement donné son nom à la localité.

## Histoire
Pendant près d'un siècle, entre 1879 et 1971, la commune a accueilli le chemin de fer : une ligne métrique, puis à écartement normal, reliait Lisle-en-Rigault à Robert-Espagne et Haironville. Ligne opérée successivement par la Compagnie meusienne de chemins de fer (CM), puis en 1922, Société générale des chemins de fer économiques (SE) (voir article détaillé à la page Haironville).

## Politique et administration
| Période                                  | Période  | Identité                                          | Étiquette | Qualité      |
| ---------------------------------------- | -------- | ------------------------------------------------- | --------- | ------------ |
| Les données manquantes sont à compléter. |          |                                                   |           |              |
| mars 2001                                | En cours | Bernard Henrionnet Réélu pour le mandat 2020-2026 | SE        | Ancien cadre |

- Décret no 2017-1744 du 22 décembre 2017 portant changement du nom de communes.

## Population et société

### Démographie
L'évolution du nombre d'habitants est connue à travers les recensements de la population effectués dans la commune depuis 1793. Pour les communes de moins de 10 000 habitants, une enquête de recensement portant sur toute la population est réalisée tous les cinq ans, les populations de référence des années intermédiaires étant quant à elles estimées par interpolation ou extrapolation. Pour la commune, le premier recensement exhaustif entrant dans le cadre du nouveau dispositif a été réalisé en 2005.

En 2022, la commune comptait 465 habitants, en évolution de −3,93 % par rapport à 2016 (Meuse : −4,4 %, France hors Mayotte : +2,11 %).
| 1793 | 1800 | 1806 | 1821 | 1831 | 1836 | 1841 | 1846 | 1851 |
| ---- | ---- | ---- | ---- | ---- | ---- | ---- | ---- | ---- |
| 394  | 357  | 426  | 428  | 552  | 644  | 578  | 608  | 602  |

| 1856 | 1861 | 1866 | 1872 | 1876 | 1881 | 1886 | 1891 | 1896 |
| ---- | ---- | ---- | ---- | ---- | ---- | ---- | ---- | ---- |
| 589  | 657  | 704  | 654  | 680  | 675  | 668  | 725  | 743  |

| 1901 | 1906 | 1911 | 1921 | 1926 | 1931 | 1936 | 1946 | 1954 |
| ---- | ---- | ---- | ---- | ---- | ---- | ---- | ---- | ---- |
| 736  | 751  | 721  | 689  | 712  | 728  | 708  | 658  | 695  |

| 1962 | 1968 | 1975 | 1982 | 1990 | 1999 | 2005 | 2006 | 2010 |
| ---- | ---- | ---- | ---- | ---- | ---- | ---- | ---- | ---- |
| 650  | 627  | 610  | 607  | 609  | 532  | 537  | 537  | 530  |

| 2015 | 2020 | 2022 | - | - | - | - | - | - |
| ---- | ---- | ---- | - | - | - | - | - | - |
| 487  | 475  | 465  | - | - | - | - | - | - |

## Culture locale et patrimoine

### Associations
- Amicale post et péri scolaire de Lisle-en-Rigault et Ville-sur-Saulx
- Association communale de chasse agréée de L'Isle-en-Rigault
- Association pour l'animation de la Maison lorraine de la spéléologie (A.A.M.L.S.)
- Le Club des aînés
- Le Collectif des imposés dépités
- Comète
- Les Coulisses
- Comite départemental de spéléologie de la Meuse (C.D.S. 55)
- Les écuries de Jeand'Heurs
- Fédération nationale André Maginot, section « La Saulx »
- Géo Karst[23]
- Histoire et patrimoine de Lisle
- La Lisloise
- Lisle-en-Saulxleillée, née en novembre 2022 afin de redynamiser l'économie locale et promouvoir une transition écologique et énergétique du territoire
- Philanum
- Rallye et compagnie
- Sport et Découverte à Jean d'Heurs association UFOLEP née en février 2000 qui organise annuellement et depuis 2022 la Bik'Saulx, (randonnée VTT) ainsi que la Randoween depuis 2000 (randonnée). De 1999 à 2017, l'association organisait également un trail la Tram'V.

### Lieux et monuments

#### Édifices religieux et monuments commémoratifs
- L'ancienne église Saint-Hilaire, construite en 1160 dans l'ancien cimetière.
- L'église Saint-Hilaire, construite en 1857, au centre du village.
- La chapelle Saint-Christophe avec ses plaques commémoratives de guerre devant l'église.
- Le monument aux morts.
- Une plaque commémorant sœur Marie-André, héroïne de la guerre.

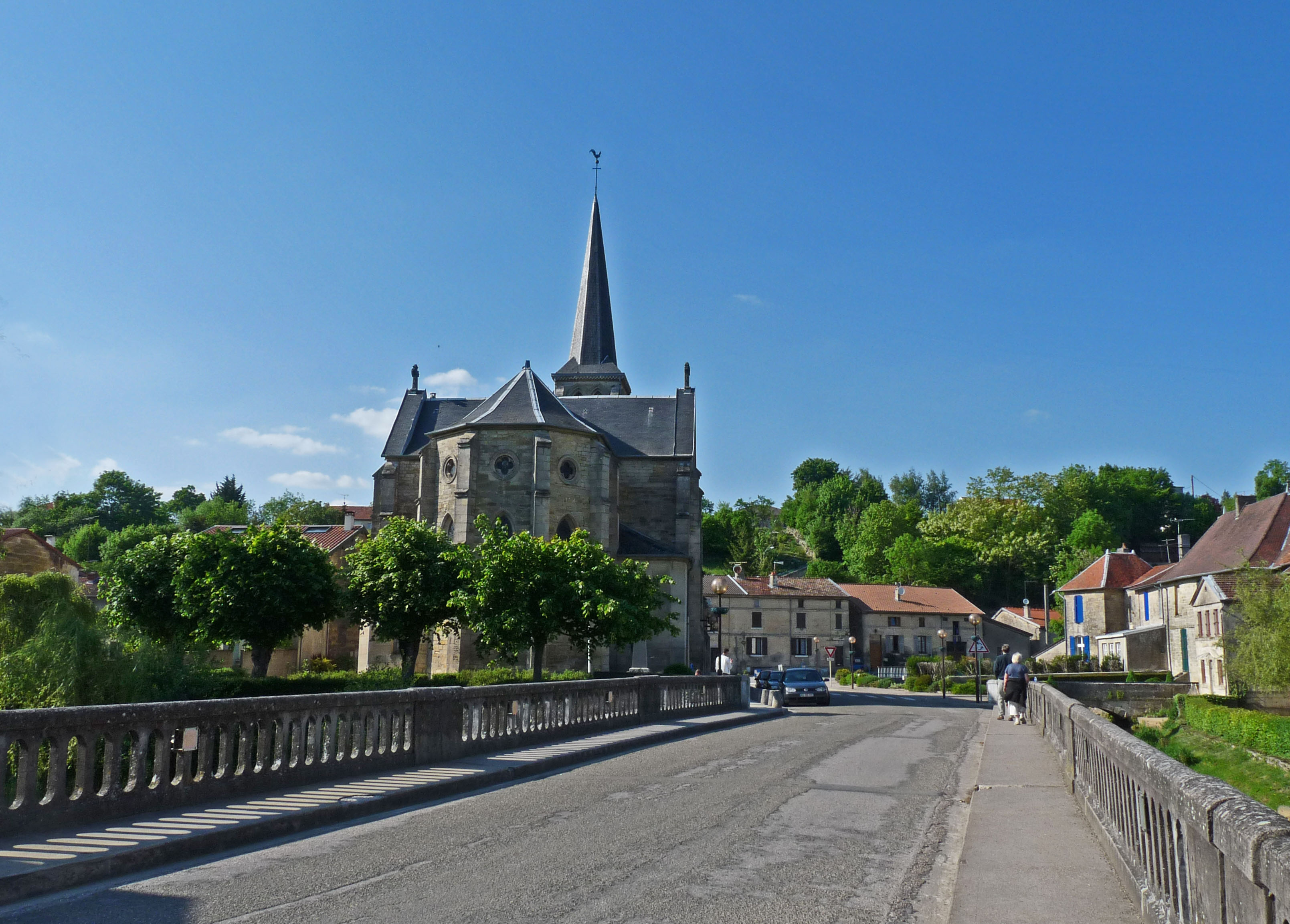
L'église Saint-Hilaire (1857) et le pont sur la Saulx.
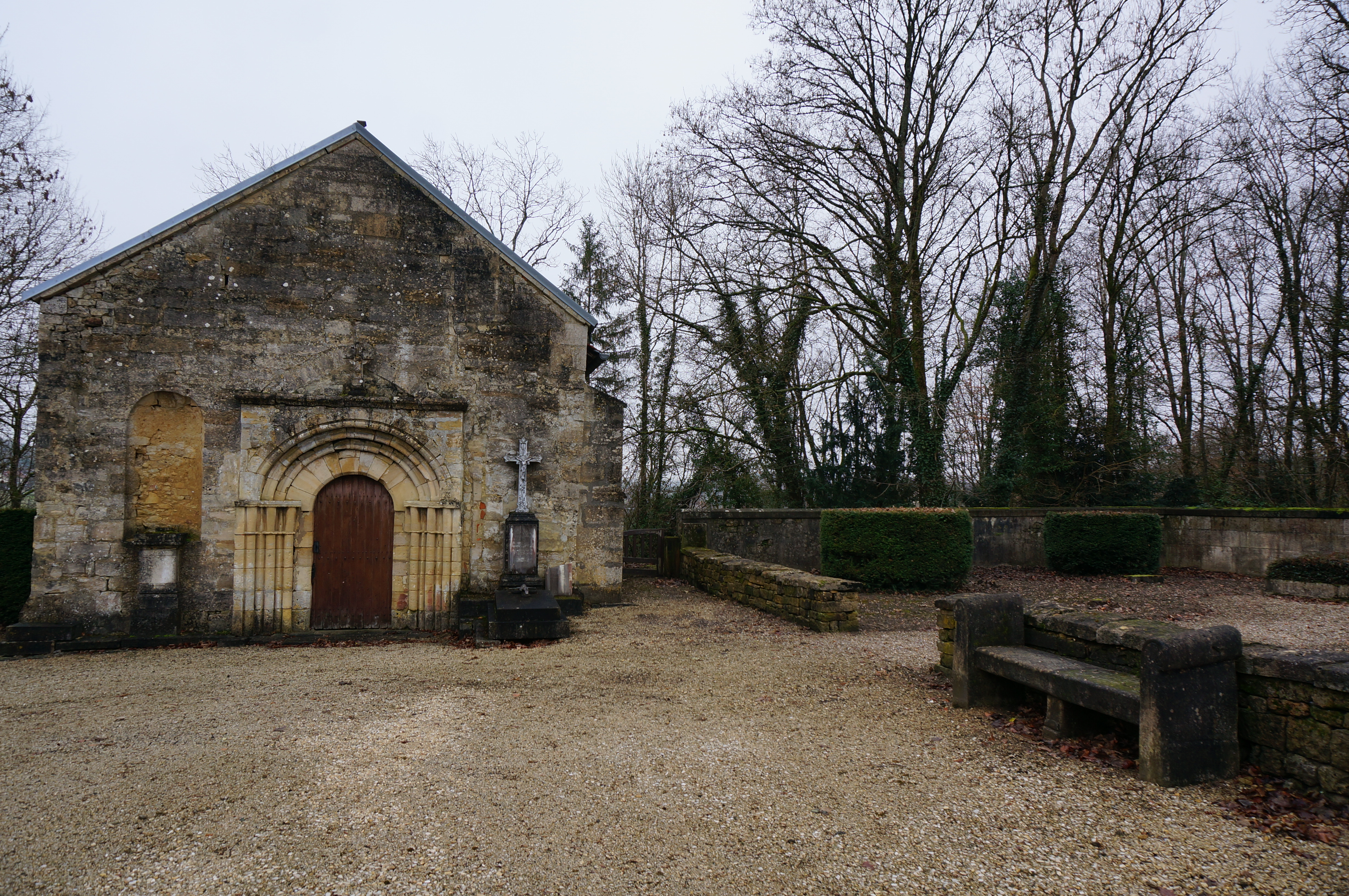
L'ancienne église Saint-Hilaire (1160).
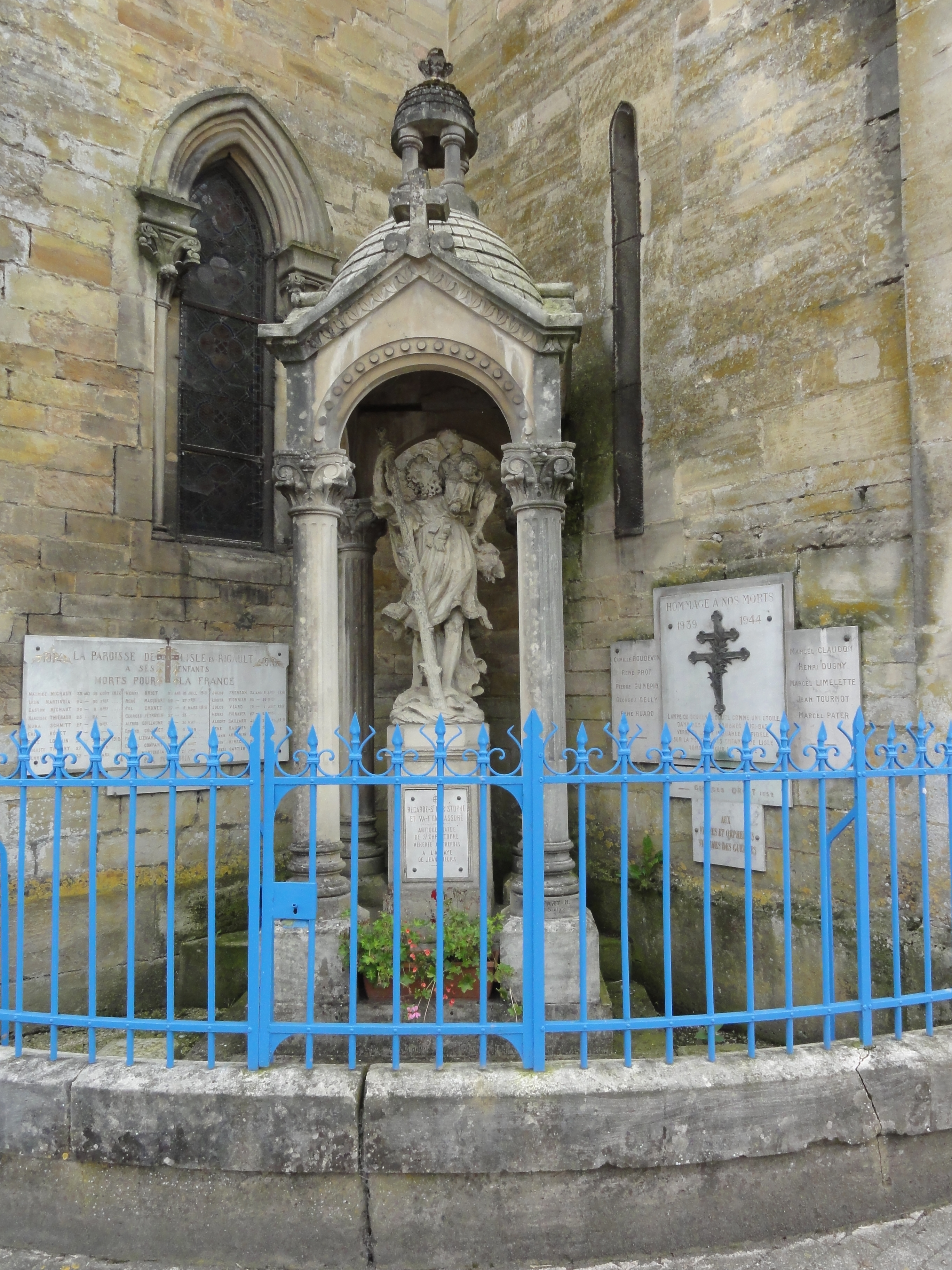
La chapelle Saint-Christophe avec ses plaques commémoratives.
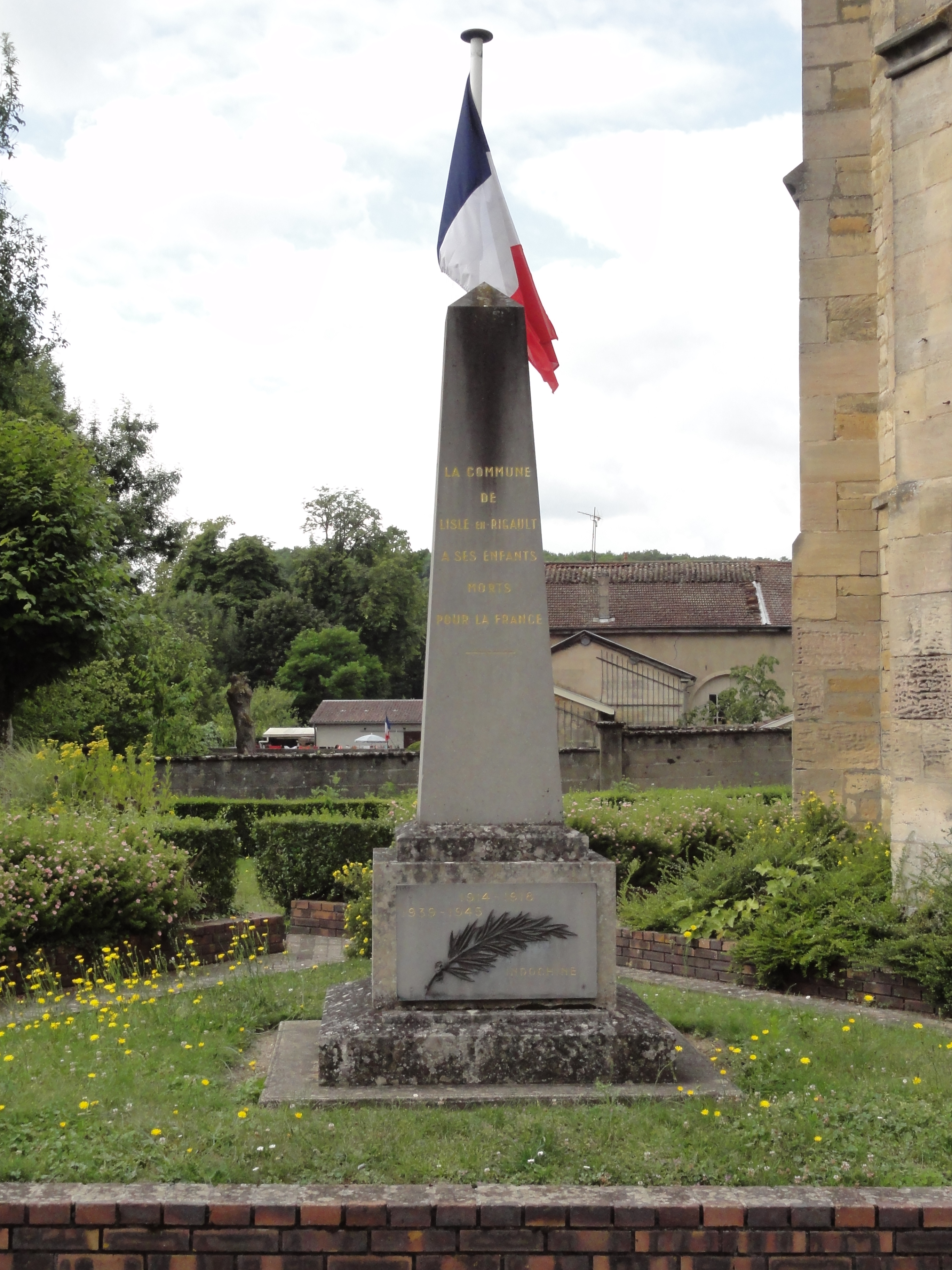
Monument aux morts.
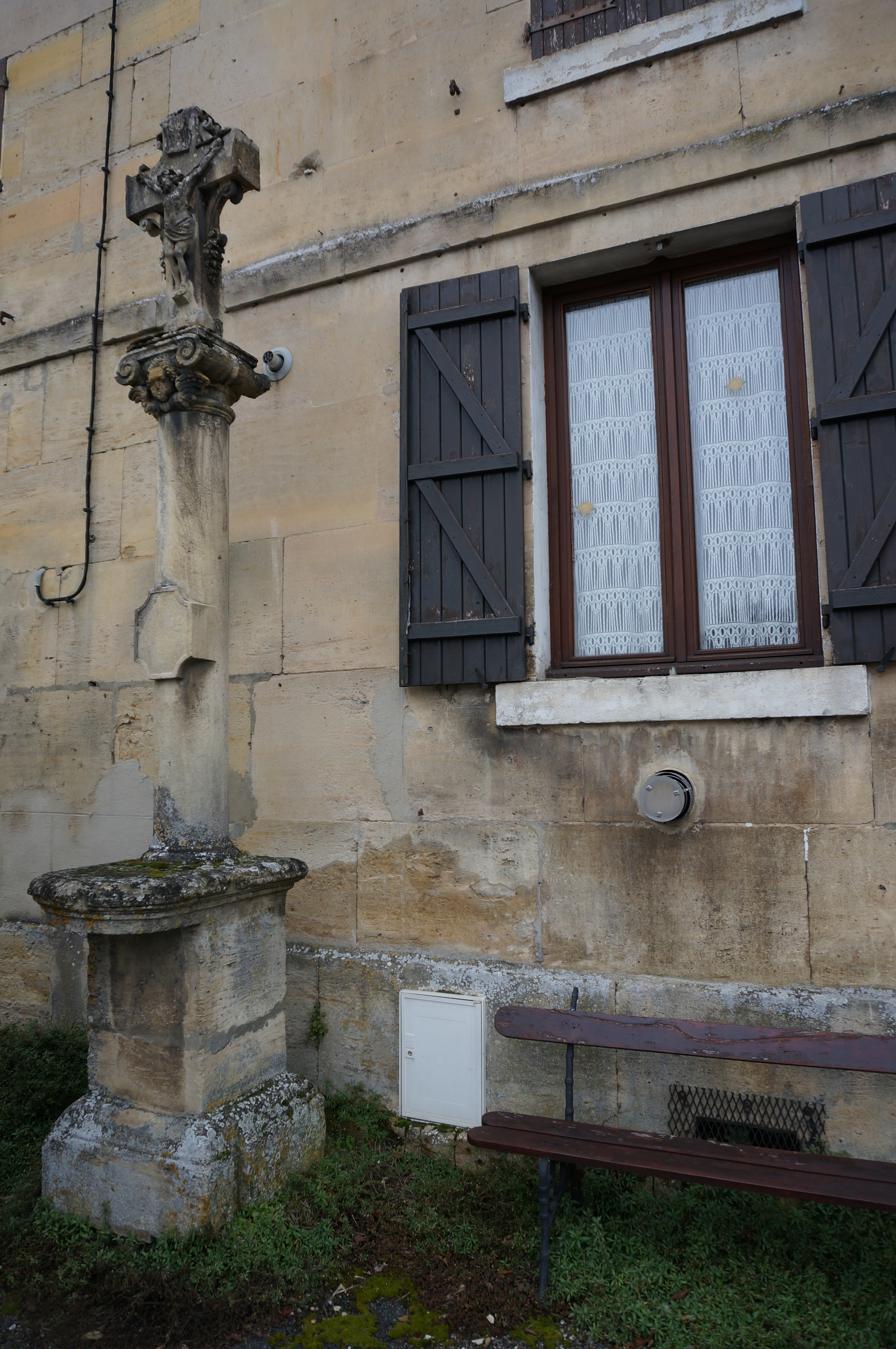
Croix sur la place devant l'église.

#### Édifices civils et petit patrimoine
- Le château de Jean d'Heurs dont plusieurs vestiges de l'abbaye, parties du château et du parc sont protégés au titre des Monuments historiques dès 1972[24].
- Le château de Lisle XIIIe siècle, XVIe siècle, XVIIIe siècle dont le logis fait l’objet d’une inscription au titre des monuments historiques depuis 1992[25]. Les intérieurs du logis sont classés au titre des monuments historiques depuis 1994[26].
- Le Château de Ville-sur-Saulx inscrit au titre des monuments historiques depuis 1995[27].
- La Maison lorraine de la spéléologie, gîte et centre de ressource de la Ligue Grand Est de spéléologie.
- Une série de lavoirs ou petits quais sur la Saulx.

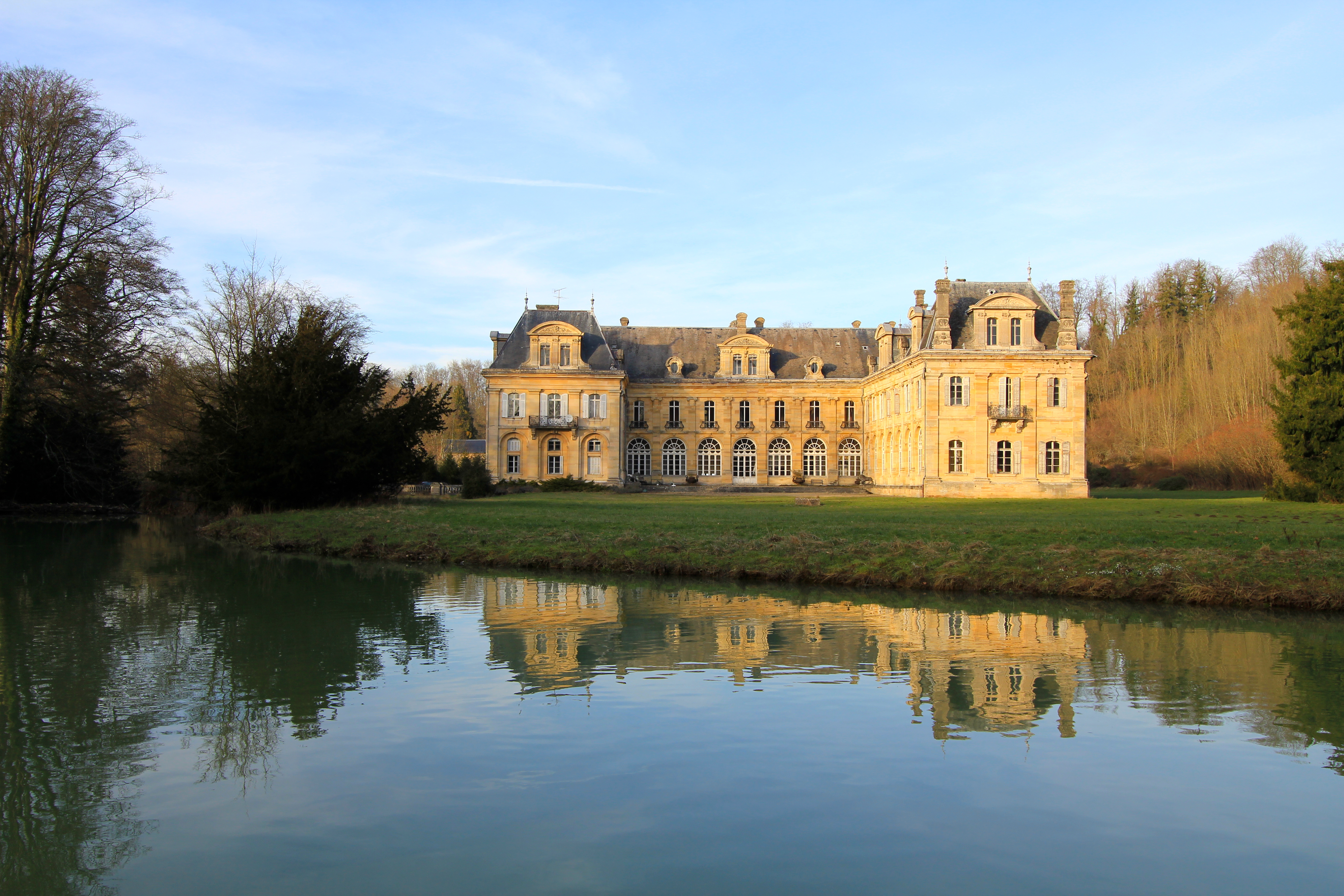
Façades arrières du château de Jean d'Heurs.
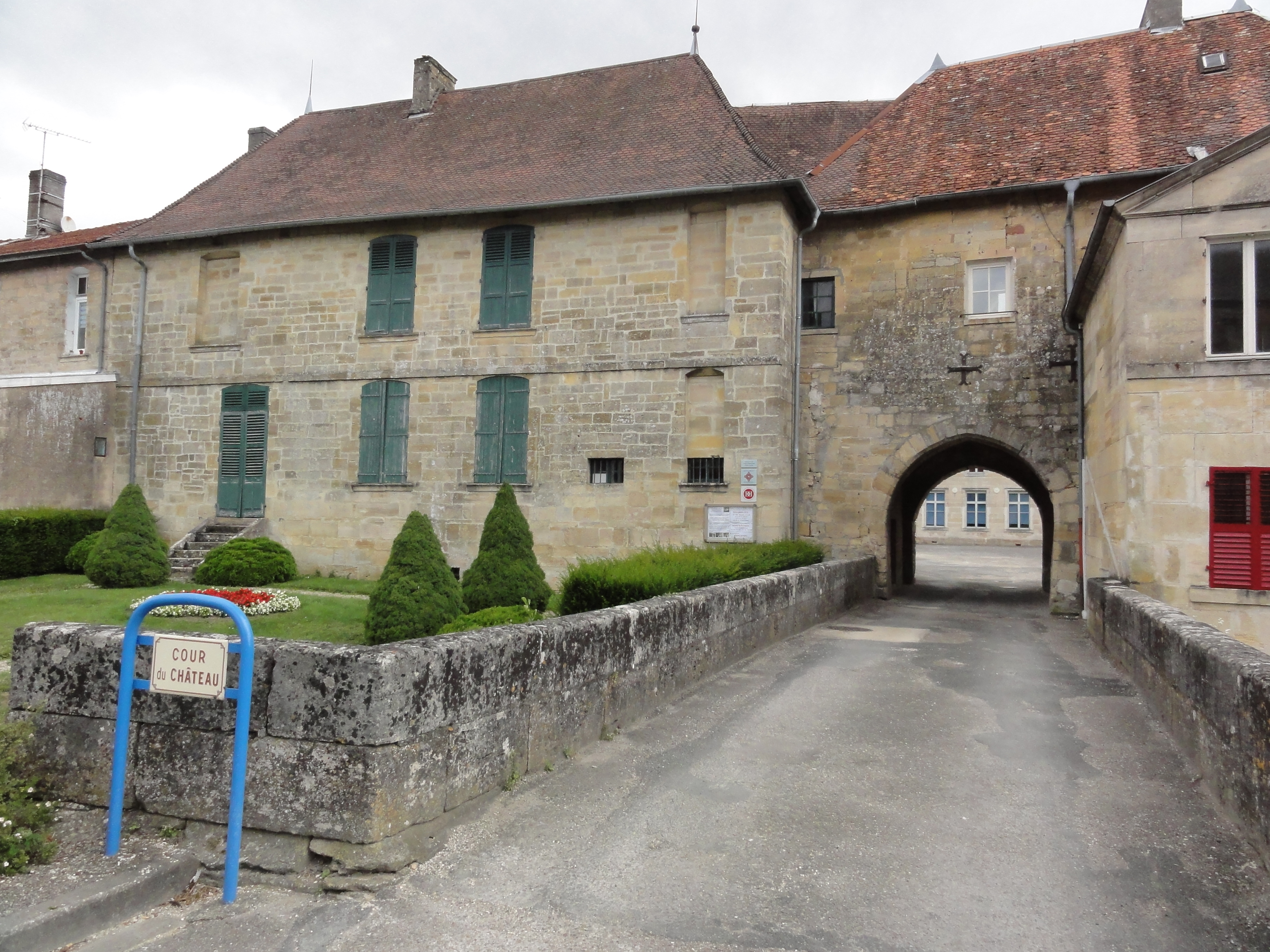
Le château de Lisle
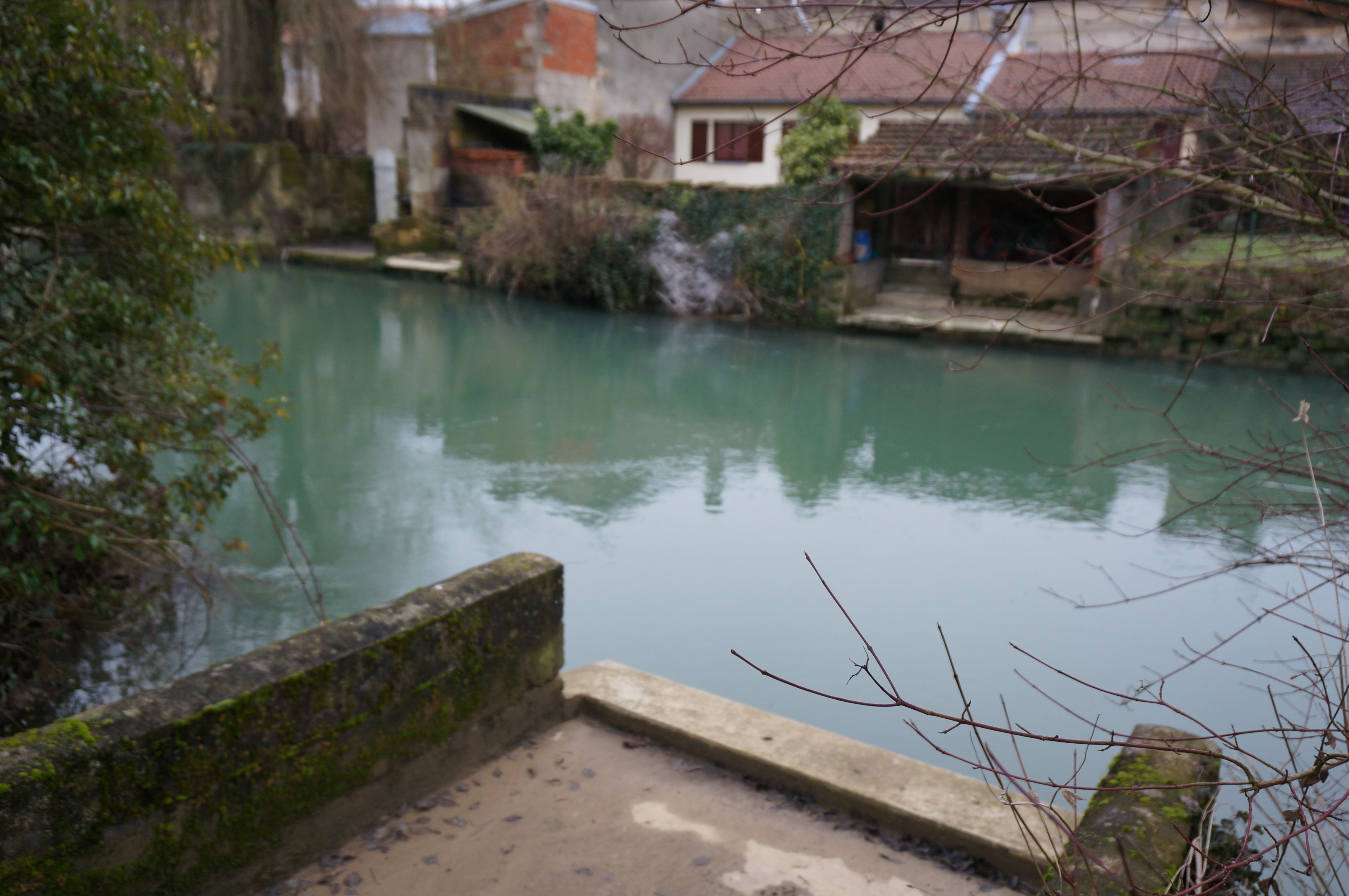
Lavoirs.
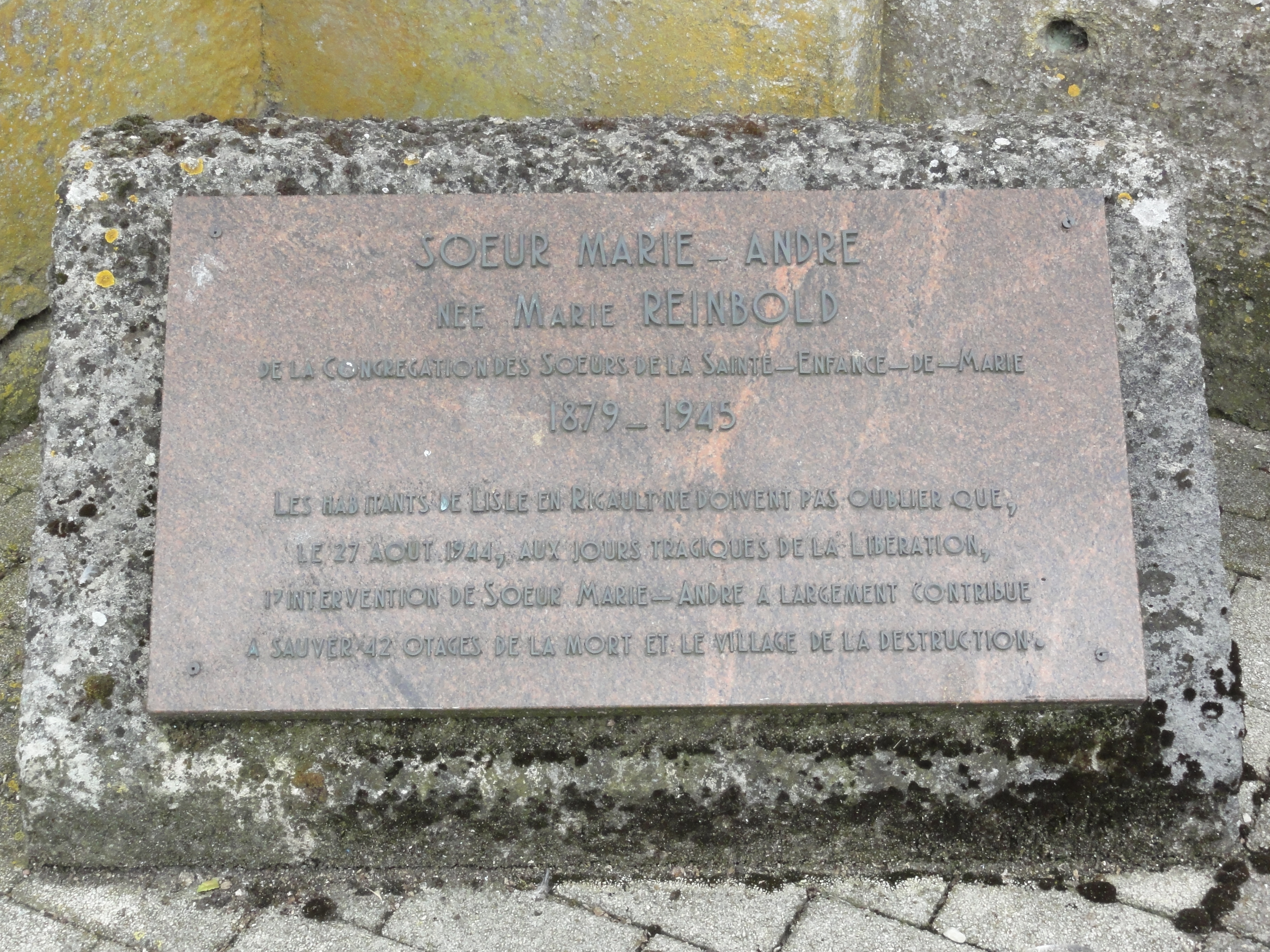
Plaque sœur Marie-André, mémorial de guerre.

### Site spéléologique
La commune comporte plus de 55 cavités souterraines, dont 22 de plus de 150 m de développement ou de plus de 25 m de profondeur : l'aven du Marcassin, le gouffre Avril, le gouffre de l'Armistice (ou BC19), le gouffre du Céphalopode (ou BC27), le gouffre de la Momie, le gouffre de Lisle-en-Rigault (ou cheminée des Grands Parcs), le gouffre de Noël, le gouffre des Bûcherons, le gouffre des 4 Jeans, le gouffre des Cascades, le gouffre des Os, le gouffre des Parsons, le gouffre du 29 août, le gouffre du Blaireau, le gouffre du Burin, le gouffre du Cordonnier, le gouffre du Collecteur, le gouffre du Poisson no 1 (ou réseau du Crâne), le gouffre du Toboggan, le gouffre Pierre, le ruisseau souterrain de Jean d'Heurs et le ruisseau souterrain de la Dorma.
Située en plein cœur du karst meusien, la commune accueille la Maison lorraine de la spéléologie, centre de formation régional et gîte ouvert à tous.

### Personnalités liées à la commune
- Auguste Grandpierre, homme politique né le 31 décembre 1814 à Lisle-en-Rigault (Meuse) et décédé le 23 février 1880 à Buzy (Meuse).

### Héraldique
La commune n'a pas de blason connu.